# Coco Méliès
 (juillet 2021).
L'article doit être relu — et modifié si nécessaire — par des contributeurs indépendants pour apporter un regard critique aux contributions effectuées en violation des conditions d'utilisation de Wikipédia, tant sur la forme (notamment concernant le style encyclopédique, la proportionnalité) que sur le fond (la neutralité de point de vue, la qualité et l'indépendance des sources).
Coco Méliès est un groupe canadien qui mélange le folk et l’électro. Originaire de Montréal, au Québec et formé en 2011, le groupe est composé de Francesca Como et de David Méliès.
Un premier EP, The Walking Birds, est lancé en 2011 et permet à Coco Méliès de se faire connaître. En 2013, le duo remporte le concours Sherbrooklyn en 2013. Cette victoire permet aux deux auteurs-compositeurs-interprètes de lancer un premier album complet en 2014, Lighthouse, paru chez Costume Records et un second, The Riddle, paru en 2017 chez Audiogram.
Ce sont les voix et la guitare qui prédominent la musique de Coco Méliès. Le journal Voir place la musique de Coco Méliès entre les répertoires de Damien Rice et de Of Monsters and Men, tandis que La Tribune compare la musique du groupe à celle des Lumineers et de Mumford & Sons.

## Biographie
Les deux artistes se sont rencontrés par hasard dans une soirée open mic à Montréal en 2008. David Méliès était sonorisateur lors de cette soirée. Il cherchait, depuis plusieurs mois, une voix féminine pour un projet solo lorsqu’il a entendu Francesca Como chanter. Le duo a alors entrepris une collaboration qui perdure depuis cette rencontre.
Le lancement du EP The Walking Birds en 2011 a permis à Coco Méliès de parcourir les scènes du Québec, des États-Unis et de la France. Le EP est remarqué par différents acteurs importants de la scène musicale, dont le groupe Bran Van 3000. En 2010, le groupe invite Coco Méliès à participer à son disque The Garden et à prendre part à sa tournée en 2011.

## Inspirations
Francesca Como aimait d’abord la musique pop (Backstreet Boys, Spice Girls) avant d’être initiée par sa sœur à Ben Harper. Elle a ensuite découvert PJ Harvey, Tragically Hip et Red Hot Chili Peppers. Vers l’adolescence, elle découvre la musique que ses parents écoutaient : The Beatles, Bob Dylan et Simon & Garfunkel. David Méliès préférait le métal. Il a découvert Cat Stevens par hasard et s’est intéressé au folk ensuite.
Francesca Como et David Méliès ont commencé à faire de la musique ensemble en écoutant Damien Rice, Simon & Garfunkel et Daniel Bélanger. Ce dernier a d’ailleurs été un mentor pour Coco Méliès en plus d’offrir l’arrangement de la pièce Wasted Year.

## Albums

### Lighthouse
Ce premier album complet est lancé à l’automne 2014, après deux ans sur la route et à assurer les premières parties de Alex Nevsky et de Moriarty (et de participer à la tournée de Bran Van 3000). La coréalisation est signée par le batteur Robbie Kuster (Patrick Watson) avec l’apport musical de François Lafontaine (Karkwa, Marie-Pierre Arthur), Pietro Amato (The Luyas, Arcade Fire) et Mathieu Pontbriand (Pawa Up First).
L’album récolte une nomination au GAMIQ en 2015, dans la catégorie Album folk (prix remporté par Tire le coyote et son album Panorama).
La première montréalaise de Lighthouse est présentée en mars 2015. Cette prestation leur a valu des invitations pour se produire au Festival international de Jazz de Montréal et au Rockwood Music Hall de New York. La tournée Lighthouse s’est poursuivie à travers le Québec, mais aussi, en Europe avec des prestations au Festival Folk You de Paris et à l’OFF du festival MaMA.

### The Riddle
Ce deuxième album est lancé en avril 2017, après la signature d’un partenariat, en 2016 avec Audiogram. Cette collaboration leur permet de travailler avec plus d’intervenants que par le passé pour fignoler le produit final, dont Yan Merzbacher, un directeur artistique.
The Riddle a un style moins orchestral que Lighthouse. L’aspect plus personnel des paroles vient du fait que l’opus a été composé en grande partie lorsque le groupe était sur la route, en Europe. Pour Coco Méliès, la tournée est remplie de solitude et de questionnements. The Riddle est plus près de ce que les spectateurs peuvent voir lors d’un concert de Coco Méliès.
L’album, réalisé par Connor Seidel fait appel aux talents musicaux de Julien Thibault (violoncelle et basse), Simon Bilodeau (batterie et percussions), Alex Francœur (saxophone), Christopher Vincent (trombone) et Rémi Cormier (trompette, flugelhorn).
Avec The Riddle, Coco Méliès remporte le prix Groupe Vocal de l’Année au Canadian Folk Music Awards à Ottawa en novembre 2017. Le groupe a aussi présenté un concert gratuit sur la scène Rio Tinto dans le cadre du Festival international de Jazz de Montréal en 2017.
La Presse a octroyé la note de 3,5 étoiles sur 5 à The Riddle, soulignant la complicité vocale de Francesca Como et de David Méliès à travers les arrangements orchestraux.

## Discographie
- 2011 - The Walking Birds (Ep)
- 2014 - Lighthouse
- 2017 - The Riddle